# Les Grotesques de la musique
Les Grotesques de la musique est un ouvrage d'Hector Berlioz publié en 1859, composé d'articles précédemment parus dans le Journal des débats et la Revue et gazette musicale. Faisant suite aux Soirées de l'orchestre, dédiées aux artistes de l'orchestre de X*** — une ville d'Allemagne seulement désignée comme « civilisée » — cet ouvrage est dédié à « mes bons amis les artistes des chœurs de l'Opéra de Paris, ville barbare ».

## Composition et publication
Pour constituer le volume des Grotesques de la musique, Berlioz adopte le même principe que pour Les Soirées de l'orchestre : les trois premiers quarts reprennent le contenu d'articles parus dans le Journal des débats, le dernier quart de la Revue et gazette musicale, en apportant certaines modifications au texte original, ainsi que des corrections et additions.
Les Soirées de l'orchestre étaient dédiées « à mes bons amis les artistes de l'orchestre de X***, ville civilisée », que l'on interprète généralement comme « septentrionale ». Le nouvel ouvrage est donc dédié « à mes bons amis les artistes des chœurs de l'Opéra de Paris, ville barbare ».
Préparés à partir du mois de janvier 1859, Les Grotesques de la musique sont publiés vers le 8 mars 1859, et rencontrent un grand succès public et critique, « paradoxalement du reste car, pour la plupart des mélomanes, sa prose était aussi plaisante à lire que sa musique difficile à écouter ». Selon Gérard Condé, « on ignore l'importance du premier tirage des Grotesques ; on sait seulement qu'il s'en vendit 5 000 exemplaires entre 1871 et 1933, et qu'un édition allemande parut en 1864 ». L'édition originale de 1859 demeure cependant la seule publiée du vivant de son auteur.

### Éditions
- Hector Berlioz, Les Grotesques de la musique, Paris, Bourdillat et Cie, 1859, 320 p. (lire en ligne),
- Hector Berlioz, Gérard Condé (préface) et Guy Sacre (annotations), Les Grotesques de la musique, Paris, Éditions Symétrie, 2011, 252 p. (ISBN 978-2-914373-77-7)En collaboration avec le Palazzetto Bru Zane - Centre de musique romantique française.

### Ouvrages cités
- Pierre Citron, Cahiers Berlioz no 4, Calendrier Berlioz, La Côte-Saint-André, Musée Hector-Berlioz, 2000, 252 p. (ISSN 0243-3559)
- Katherine Kolb, « Grotesques de la musique, Les », dans : Pierre Citron et Cécile Reynaud (Dir.), Dictionnaire Berlioz, Paris, Fayard, 2003, 613 p. (ISBN 2-213-61528-4), p. 230–233